# 斋藤千和
斋藤千和（日语：／ Saitō Chiwa，1981年3月12日—），日本女性声优，出生于埼玉县，血型是A型。暱稱有（Chiwawa）和（Chiwachiwa）。現在是I'm Enterprise旗下的聲優。

## 人物介紹

### 人物、經歷
2002年與同事務所所屬同年的声優森永理科、植田佳奈、中原麻衣結成聲優團體《综合果汁》。該團體參與CD發行和live 公演等音樂活動、電視和電台廣播節目的演出，而且，在動畫《妄想科學美少女》亦有演出。團體於2003年解散。
由於對曉美焰的傑出刻劃，她於2011年獲得Newtype×Machi★Asobi動畫獎「女配角演員獎」。

### 逸事
- 初中时入过篮球部，在全国统考中，国语（日）和英语拿到了全国前10名，但是她说是瞎蒙的。
- 曾以“想让能登幸福”为名，要把弟弟介绍给能登麻美子。
- 因為常常在錄影現場吃香蕉，所以被其他人稱作「香蕉人」。
- 2013年7月29日，在事務所的網頁宣布結婚。

## 参与作品
主要角色以粗體顯示

### 電視動畫
1999年
- 魔术士欧菲Revenge（レミ）

2001年
- 心之圖書館（可可蘿）
- （女A）

2002年
- 银河天使（A子）

2003年
- 真珠美人魚（女學生、女子）
- 妄想科学美少女（秋茂菖蒲）
- 最後流亡（拉薇·海德）
- 奇諾之旅 the Beautiful World（少女）
- R.O.D -THE TV-（阿妮達·金）

2004年
- Keroro军曹（日向夏美、阿夏）
- 學園愛麗絲（正田菫、聖陽一）
- 女孩万岁（小島桐繪）
- 瑪莉亞的凝望（山口真美）
- 瑪莉亞的凝望 ～春～（山口真美）
- 詩∽片（結佳）
- 七武士（小町）
- 神樣中学生（タマ）
- 沙漠神行者（小砂／小泉太湖）
- 月咏（葉月）
- 親愛一族（和泉寧寧子）
- 美鸟日记（澤村正治（幼年））
- 酷伊忍者传（日语：ニニンがシノブ伝）（綠）
- 鼻毛真拳（小兔子）

2005年
- 植木的法则（天仔〈小〉）
- 极上学生会（和泉香）
- AIR IN SUMMER（柳也（幼年））
- 女孩万岁second season（小島桐繪）
- 地狱少女（安田遙）
- 绝对少年（深山美玖）
- ARIA The ANIMATION（藍華·S·葛蘭基斯塔）
- 銀盤萬花筒（櫻野洋子）
- 嬉皮笑園（蕾貝卡·宮本）
- 我是小粘粘（大橋智惠）
- ONE PIECE（蒂姆妮）
- 槍與劍（梅莉莎）
- 神是中学生（小玉）

2006年
- ARIA The NATURAL（藍華·S·葛蘭基斯塔）
- 衝吧！徹之進（メグ）
- 草莓危機（月館千代）
- 魔法老師！？（阿妮亞、內臟）
- 血戰（露露）
- 吉永家的石像怪（吉永雙葉、平太）
- 銀魂（松平栗子）
- 死神的歌謠（麻衣）
- 偶像宣言（霧澤葵）
- 我的裘可妹妹（小田原繪里子）
- 純愛手札 Only Love（福利社的姐姐）
- 非戰特攻隊：帝國陸軍情報部第3課（勞德里安‧瑟蒂艾姆(第十三集登場)）

2007年
- 魔法少女奈葉StrikerS（昴·中島、柯瓦特羅、諾威）
- 殭屍借貸（由詩）
- 光明之淚Ｘ風（瑪奧、芳女）
- 初瓣（山口實、學生會長）
- Baccano!（卡洛）
- 機動戰士GUNDAM 00（露意絲·哈利維）
- 意外（笠間）

2008年
- 機動戰士GUNDAM 00 第2季（露意絲·哈利維）
- ARIA The ORIGINATION（藍華·S·葛蘭基斯塔）
- 俗·絕望先生（音無芽留）
- 我的狐仙女友（朝比奈紅音）
- 钢铁新娘（可美克）
- 迷宮塔 ～烏魯克之盾～（マイト・ザ・フール）
- Strike Witches（佛蘭切斯卡·魯基尼）
- 艾莉森與莉莉亞（梅莉兒）
- 波菲的漫長旅程（瑪麗卡）
- 武裝機甲（蕾切爾凱爾文）
- 十字架與吸血鬼（朱染心愛）
- BAMBOO BLADE（外山忍）

2009年
- 07-GHOST（黑百合）
- 化物語（戰場原黑儀）
- ONE PIECE（波雅·桑塔索妮雅）
- 懺·絕望先生（音無芽留）
- 奇蹟少女KOBATO.（琥珀）

2010年
- 吸血鬼同盟（三枝由紀）
- 荒川爆笑團（史黛拉）
- 花圈圈幼稚園（山本真弓）
- 超元氣3姊妹（杉崎未來）
- 強襲魔女2（佛蘭切斯卡·魯基尼）
- 一騎當千 XTREME XECUTOR（曹仁子孝）
- 犬夜叉 完結篇（彌勒（幼少期））

2011年
- 魔法少女小圓（曉美焰）
- 超元氣3姊妹 増量中!（杉崎未來）
- 境界線上的地平線（葵・喜美）
- 亞斯塔蘿黛的後宮玩具（伊格麗德·索維克·索爾格利吾斯）
- C3 -魔幻三次方-（櫻參白穗）
- 最後流亡-銀翼的飛夢-（泰德）
- 機動戰士鋼彈AGE（莉莉雅）

2012年
- 偽物語（戰場原黑儀）
- 影子籃球員（相田麗子）
- 男子高中生的日常（生島）
- 夏色奇蹟（石田）
- 境界線上的地平線II（葵・喜美）
- 光明之心 〜幸福的麵包〜（鈴·小梅）
- 輕鬆百合 第二季（大室撫子）
- 刀劍神域（亞麗莎·露）
- 咲-Saki- 阿知賀篇 episode of side-A（大星淡）

2013年
- 魔王勇者（女僕長）
- 鎖鎖美小姐@不好好努力（邪神劍）
- 問題兒童都來自異世界？（佩絲特）
- 戀曲寫真（間咲野野佳）
- 人魚又上鉤（耶提）
- 斯特拉女子學院高等科C³部（陸奧穗香）
- 狗與剪刀必有用（森部佐芽）
- 槍彈辯駁 希望學園與絕望高中生  The Animation（朝日奈葵）
- 物語系列 第二季（戰場原黑儀）
- BLOOD LAD 血意少年（豆次郎）
- 京騷戲畫（翔子博士）
- IS〈Infinite Stratos〉2（更識楯無）
- 影子籃球員 第2季（相田麗子）
- 蒼翼默示錄Alter Memory（桃兒卡卡）
- GUNDAM創鬥者（矢島凱洛琳）

2014年
- 妄想學生會＊（魚見千尋）
- 信長之槍（傑羅尼莫）
- 咲-Saki- 全國篇（大星淡）
- 記錄的地平線（濡羽）
- 屬性同好會（烏山千歲、千歲的姐姐）
- 银之匙 Silver Spoon（稻田家的母亲）
- 農林（戶次菜摘、孔雀）
- 世界征服 謀略之星（娜塔夏的母親）
- 魔劍姬！通（武〈女性化〉）
- Keroro（日向夏美）
- 破刃之劍（西宮·艾兒絲黛爾）
- 魔法科高中的劣等生（四葉真夜）
- Soul Eater Not!（金姆·提爾）
- 棺姬嘉依卡（芙蕾多妮卡、多明妮卡·斯考達）
- Fate/kaleid liner 魔法少女☆伊莉雅 2wei（克洛伊·馮·艾因茲貝倫）
- 電波少女與錢仙大人（女狗神）
- 晨曦公主（優娜）
- 棺姬嘉依卡 AVENGING BATTLE（芙蕾多妮卡）
- 憑物語（戰場原黑儀）
- 記錄的地平線 第2期（濡羽）

2015年
- 偵探歌劇 少女福爾摩斯 TD（安橋雪子）
- 黑子的籃球 第3季（相田麗子）
- NINJA SLAYER忍者殺手（南希李）
- 魔法少女奈葉ViVid（諾威·中島、昴·中岛）
- Fate/kaleid liner 魔法少女☆伊莉雅 2wei Herz!（克洛伊·馮·艾因茲貝倫）
- 赤髮白雪姬（琪哈爾）
- 終物語（戰場原黑儀）
- 輕鬆百合 3☆High！（大室撫子）
- 緋彈的亞莉亞AA（水蜜桃）

2016年
- 赤髮白雪姬 第2期（琪哈爾）
- 烙印勇士（希凱兒）
- Rewrite（神戶小鳥）
- Fate/kaleid liner 魔法少女☆伊莉雅 3rei!!（克洛伊·馮·艾因茲貝倫）
- 藍海少女！（姬野千鶴）
- 槍彈辯駁3 －The End of 希望峰學園－ 未來篇（朝日奈葵）
- 槍彈辯駁3 －The End of 希望峰學園－ 希望篇（朝日奈葵）
- ViVid Strike!（諾威·中島、珍妮絲·戈特）
- 啟航吧！編舟計畫（三好麗美）

2017年
- 學園少女突襲者 Animation Channel（田中幸子（奧迪爾））
- Rewrite 2nd season -Moon篇 Terra篇-（神戶小鳥）
- 烙印勇士 第2期（希凱兒）
- 月色真美（水野沙織）
- 最遊記RELOAD BLAST（塔魯琪耶）
- 地獄少女 宵伽（安田遙）
- 終物語(下)（戰場原黑儀）
- 寶石之國（溫特里克斯斯）

2018年
- 藍海少女！～Advance～（姬野千鶴）
- Hisone與Masotan（森山）
- LORD of VERMILION 紅蓮之王（チユ[1]）
- 名侦探柯南（铃木麻里亚）
- 閃亂神樂 SHINOVI MASTER -東京妖魔篇-（忌夢[2]）

2019年
- 一騎當千 Western Wolves（曹仁子孝）
- 百慕達三角～多彩田園曲～（蕾潔）
- 精靈寶可夢 太陽&月亮（瑪奧的母親）
- 偶像學園Friends！〜閃耀的寶石〜（夏）
- 強襲魔女 501部隊出動！（佛蘭切斯卡·魯基尼）
- 魔王陛下RETRY！（神像）
- 放學後桌遊俱樂部（モジャリン）

2020年
- 偶像學園 on Parade！（夏）
- 寶石商人理察的謎鑑定（山本美人）
- 放學後堤防日誌（陽渚的母親）
- 刀劍神域 Alicization War of Underworld -THE LAST SEASON-（亞麗莎·露）
- Lapis Re:LiGHTs（瑪莉安）
- 魔法科高中的劣等生 來訪者篇（四葉真夜）
- 強襲魔女 通往柏林之路（佛蘭切斯卡·魯基尼）
- 我立於百萬生命之上（卡哈貝爾）
- 更多！怪俠索羅利（路易斯）

2021年
- 世界魔女出動！（佛蘭切斯卡·魯基尼）
- 記錄的地平線 圓桌崩壞（濡羽）
- WAVE!!～來衝浪吧!!～（みるる）
- Fairy蘭丸（惠夢）
- 後空翻少年!!（廣瀨咲子）
- 魔法科高中的優等生（四葉真夜）
- 魔法紀錄 魔法少女小圓外傳 2nd SEASON -覺醒前夜-（曉美焰）
- 我立於百萬生命之上（卡哈貝爾的女兒）
- IDOLiSH7 Third BEAT!（春原瑠璃）
- 王者天下3（羌象）
- 鍵等（神戶小鳥）
- 鬼滅之刃 遊郭篇（鯉夏）
- 魔法科高中的劣等生 追憶篇（四葉真夜）

2022年
- 平凡職業造就世界最強 2nd season（梅兒·梅爾基涅）
- 闇影詩章F（光翔的母親）
- 真·一騎當千（曹仁子孝）

2023年
- 萬事屋齋藤先生轉生異世界（ラーヴェラ）
- 藍色管弦樂（青野的母親[3]）
- 放學後失眠的你（蟹川的母親）
- 不知內情的轉學生不管三七二十一纏了上來。（太陽的母親）
- 間諜教室（瑪蒂達）
- 白聖女與黑牧師（凱莉）
- 蠟筆小新（空緒美奈代）
- 名偵探柯南（中島貴子）
- 聖劍學院的魔劍使（雅璐萊·基爾列希歐）
- Saber與Berserker的日本列島之旅（無主Rider）

2024年
- 月刊妄想科學（南希[4]）
- 美妙寵物 光之美少女（貓屋敷菫）
- 老夫老妻重返青春（蘋果樹）
- 魔法科高中的劣等生 第3期（四葉真夜）
- 終末的火車前往何方？（件）
- 神明渴求著遊戲。（賭神）
- 怪異與少女與神隱（貓王）
- Unnamed Memory 無名記憶（蕾歐諾菈[5]）
- 敗北女角太多了！（小拔小夜[6]）
- 亦葉亦花（佐藤千羽）
- 雙生戀情密不可分（雨宮慈穂）

2025年
- 記憶縫線YOUR FORMA（萊克希[7]）
- 鄉下大叔成為劍聖（露西·戴雅蒙特[8]）

### OVA
- ARIA The OVA 〜ARIETTA〜（藍華·S·葛蘭基斯塔）
- 改造新人類（坪内地丹）
- （星野麻衣）
- 我的狐仙女友 〜真夏の大謝肉祭〜（朝比奈紅音）
- 絕望先生
  - 絶望先生 序〜俗・絶望少女撰集〜（音無芽留、前巻までのあらすじ）
  - 懺・絶望先生 番外地（前巻までのあらすじ、坪内地丹）
- 大魔法峠（帕呀蛋（パヤたん））
- 幸福光暈（飛田志麻子）
- Pinky:st（日语：ピンキーストリート）（メイ）
- “文学少女”回憶錄II 美羽篇 -天使在空中飛舞的鎮魂曲-（井上心葉〈小学生〉）
- 殺戮公主OVA （安娜&由娜）
- 魔法老师
  - 魔法老师！ 白之翼 ALA ALBA（阿妮亚）
  - 魔法老师！ 另一个世界（阿妮亚）
- 瑪莉亞的凝望 第3季（山口真美）
- +tic模型姊姊（美感之人、辛蒂）
- 妄想學生會（魚見千尋）
- 夫妻成長日記（第3期）（河野梨香）

2013年
- 人魚又上鉤（耶提）※漫畫第9集附DVD特裝版

2015年
- 棺姬嘉依卡 AVENGING BATTLE（芙蕾多妮卡）
- 晨曦公主（優娜）

2021年
- Fate/Grand Carnival（騎士德翁）

2022年
- 平凡職業造就世界最強S2 OVA(第14話、第15話)（梅兒·梅爾基涅）

### 劇場版動畫
- 歡迎來到宇宙劇場（ヤブー）
- 劇場版 機動戰士鋼彈00 -A wakening of the Trailblazer-（路易丝・哈勒维）
- 劇場版 BLEACH MEMORIES OF NOBODY（茜雫）
- 劇場版“文學少女”（井上心葉〈小学生〉）
- 超劇場版Keroro軍曹系列（日向夏美）
  - 超劇場版Keroro軍曹
  - 超劇場版Keroro軍曹2-深海的公主
  - 超劇場版Keroro軍曹3-KERORO對KERORO 天空大決戰
  - 超劇場版Keroro軍曹4-龍勇士的逆襲
  - 超劇場版Keroro軍曹5-誕生！究極Keroro奇蹟的時空之島！！
- 破刃之剑（西宫·艾儿丝黛尔）
- 勇者物語（咪娜）
- 剧场版 魔法老师！ ANIME FINAL（阿妮亚）

2012年
- 強襲魔女 劇場版（佛蘭切斯卡·魯基尼）
- 劇場版 魔法少女小圓 ［前篇］起始的物語（曉美焰）
- 劇場版 魔法少女小圓 ［後篇］永遠的物語（曉美焰）

2013年
- 劇場版 魔法少女小圓 ［新篇］叛逆的物語（曉美焰）

2015年
- 水星領航員 The AVVENIRE（藍華·S·葛蘭基斯塔）

2017年
- 劇場版 妄想學生會（魚見千尋）
- 劇場版 妄想學生會（中里知里）

2019年
- 強襲魔女 劇場版 501部隊出動！（佛蘭切斯卡·魯基尼）

2020年
- 加油令和！！小露寶：中華料理鬥一番（小露寶）

2021年
- 水星領航員 The CREPUSCOLO（藍華·S·葛蘭基斯塔）
- 新·福音戰士劇場版𝄇
- 劇場版 Fate/kaleid liner 魔法少女☆伊莉雅 Licht 沒有名字的少女（克洛伊·馮·愛因茲貝倫）
- 水星領航員 The BENEDIZIONE（藍華·S·葛蘭基斯塔）
- 劇場版 妄想學生會 2（魚見千尋）

2024年
- 大室家 dear sisters（大室撫子[9]）
- 大室家 dear friends（大室撫子[9]）

2026年
- 劇場版 魔法少女小圓 〈魔女之夜的迴天〉（曉美焰）

### Web動畫
- 暗黑貓（梅露露）
- （豬山幸）

2016年
- 女友伴身邊（♪）（久仁城雅[10]）
- 曆物語（戰場原黑儀[11]）

2024年
- 雀魂 槓！！（二階堂美樹[12]）
- 物語系列 第外季&第怪季（戰場原黑儀[13]）

### 遊戲
2000年
- （ユン・メイファ）

2001年
- 少女歌手～思想曲～（日语：カナリア 〜この想いを歌に乗せて〜）（星野麻衣）

2002年
- （キャロット＝ウィンフィー）

2003年
- Kunoichi -忍-（日语：Kunoichi -忍-）（翡水）
- 少女义经传（日语：少女義経伝）（觀月）
- （豬戶惠）
- 魔界戰記 迪斯凱亞（普林尼）
- 妄想科學美少女～突擊！綜合生果汁～（秋茂菖蒲）

2004年
- KERORO軍曹燃燒淘汰賽（日语：ケロロ軍曹 メロメロバトルロイヤル）（日向夏美）
- DearS（和泉寧寧子）
- 转生学园幻苍录（日语：転生學園幻蒼録）（真田琴音）

2005年
- 女孩萬歲（小島桐繪）
- KERORO 軍曹大混戰Z（日语：ケロロ軍曹 メロメロバトルロイヤルZ）（日向夏美）
- 極上生徒会（和泉香）
- 少女義經傳・貮～跨越時空的因緣～（平觀月）
- 遺跡傳奇（哈里特・坎貝爾）
- （華岡戀奈）
- 幸运之星可爱少女学园（日语：らき☆すた 萌えドリル）（成實唯）

2006年
- ARIA The NATURAL～遙遠記憶之幻象～（藍華·S·葛蘭基斯塔）
- 妹らいふ（鈴森美和）
- 植木的法則 打倒羅貝多十人團！（テンコ）
- 櫻華 〜闪耀心扉之樱〜（御鏡月夜）
- 學園愛麗絲～閃亮的記憶之吻～（正田菫）
- 召喚夜響曲4（シャオメイ）
- Strawberry Panic!（月館千代）
- 轉生學園月光錄（真田琴音、白面）
- 勇者物語系列（咪娜）
  - 勇者物語 〜新的旅人〜
  - 勇者物語 〜ワタルの冒険〜

2007年
- （鈴森美和）
- Que～遠古之葉的妖精～（日语：Que 〜エンシェントリーフの妖精〜）（雪乃）
- KERORO 軍曹演習啦！ 全員集合2（日向夏美）
- 光明之風（鳳鳴）
- 真幸運星可愛少女學園～啟程～（成實唯）
- 魂之搖籃 侵蝕世界者（達尼特）
- 陆行鸟不可思议的迷宫 忘却时间迷宫（日语：チョコボの不思議なダンジョン 時忘れの迷宮）（米爾）
- 信賴鈴音 ～蕭邦之夢～（March）
- 女神異聞錄3（梅蒂斯）
- 魔法學園MA（塔娜羅特）
- 弧光之源（梅爾）

2008年
- ARIA The ORIGINATION～藍色行星的天空～（藍華·S·葛蘭基斯塔）
- 我的狐仙女友 SE（朝比奈紅音）
- 小鳩鳩丘高校女子拳鬥～部（武田惑衣）
- 陸行鳥不可思議的迷宮 忘卻時間迷宮DS+（米爾、α‐24、歐米加）
- Schmid Diva（艾米利亞）
- 超劇場版Keroro 軍曹3 - 天空大冒險（日向夏美）
- BLEACH 死神～炙熱之魂（茜雫）
- BLAZER DRIVE徽章戰役（小環）
- 蒼翼默示錄（桃兒卡卡）
- 流星～群星劃過的城鎮～（五辻明乃）
- 魔界戰記 3（ラズベリル、アサギ、詹妮弗〈下載內容登場〉）
- 摔角天使 生存者 2（佐尾山幸音鈴、ソニックキャット）

2009年
- 頌歌的聖歌姬 ～天使樂譜Ａ樂章～（アサラト）
- （鈴森美和）
- 狼與辛香料 飄洋海風（盧卡）
- （理奈）
- 鋼鐵新娘！DS ～新娘與機器與男與女～（可美克）
- 召喚夜響曲 X ～TEARS CRONW～（女神阿克鈴）
- 強襲魔女 蒼空閃電戰 新隊長的奮鬥！（佛蘭切斯卡・魯基尼）
- セイクリッドブレイズ -SACRED BLAZE-（シャマナ）
- 超劇場版KERORO 軍曹擊侵龍鬥士軍團是也！（日向夏美）
- 魔界戰記無限（詹妮弗、ラズベリル）
- 宵星傳奇（帕蒂）
- 鋼之鍊金術師 BROTHERHOOD（埃倫娜·菲奧里） 
  - 鋼之鍊金術師 FULLMETAL ALCHEMIST -黄昏之少女-（埃倫娜·菲奧里）
- 甜蜜戀情（麻生茜）（該作在は2009年12月中止發售發表）
- 夢幻之星 攜帶版 2（波斯富·艾米利亞）
- 末世巡禮 ～再見了月之廢墟～（琪優）
- BLEACH 〜炙熱之魂6〜（茜雫）
- 魔界戰記2（ラズベリル）
- 十字架與吸血姬 CAPU2 恋與夢的狂想曲（朱染心愛）

2010年
- 異国物語（梅麗娜·芭鐸）
- 家有愛妻 ～我的專屬新娘～（妹類型、感情希薄類型）
- 機動戰士鋼彈 極限 VS.（露意絲·哈利維）
- KERORO RPG 騎士與武者與傳說海盜（サマー、日向夏美）
- 光明之心（リン･シャオメイ）
- 強襲魔女 -與你同行 A Little Peaceful Days-（佛蘭切斯卡·魯基尼）
- 強襲魔女 白銀之翼（佛蘭切斯卡·魯基尼）
- 強襲魔女2 治癒・恢復・軟綿綿（佛蘭切斯卡·魯基尼）
- 槍彈辯駁 希望學園與絕望高中生（朝日奈葵）
- Fate/EXTRA（Caster）

2011年
- 次の犠牲者をオシラセシマス（浅川楓）
- 夢幻之星 攜帶版 2 無限（艾米利亞·珀西瓦爾）
- 戀曲寫真（間咲野野佳）
- Princess Frontier（モニカ・アリアーノ・トランザニア・ヴァルハム）
- 波色（伊波若菜）
- Rewrite（神戶小鳥）
- 第2次超級機器人大戰Z（露意絲·哈利維）

2012年
- 魔法少女小圆 攜帶版（晓美焰）
- Rewrite Harvest festa!（神户小鸟）
- 擂台☆夢想（ソニックキャット）
- ペーパーマン (レム)

2013年
- 閃亂神樂 忍者對決 -少女們的証明-（日语：閃乱カグラ SHINOVI VERSUS -少女達の証明-）（忌夢）

2014年
- Unlight（史塔夏）
- 禁忌的瑪格娜（阿貝爾海德（アーデルハイト））

2015年
- 女友伴身邊（♪）（久仁城雅）
- Fate/Grand Order（玉藻前、布狄卡、夏爾·德·博蒙、玉藻維琪‧柯楊斯卡雅）

2016年
- 鋼鐵少女（胡德、鳥海、熱心）
- 白貓Project（セツナ・アラヤ）
- 神域召喚Valkyrie Connect（女武神斯庫爾德）
- 鬥陣特攻（黑影）
- 陰陽師（丑時之女）[14]
- 企業☆女孩（ルツィエル・フュエル）
- 戰艦少女R（反擊）

2017年
- BLEACH 死神 Brave Souls（茜雫）
- 企業☆女孩（クロエ・フォン・アインツベルン）

2018年
- 企業☆女孩（[魔郷の女王]ルツィエル・フュエル）
- 碧藍航線（金剛、足柄）

2019年
- Crash Fever（曉美焰）

2020年
- 原神 （琴·古恩希爾德）

2021年
- Crash Fever（克洛伊）
- 英雄傳說 黎之軌跡（艾蕾因・奧克蕾爾）

2022年
- 魔法禁书目录 幻想收束（米娜‧馬瑟斯）

2023年
- 勝利女神：妮姬（桃樂絲）
- 无期迷途 (瑟琳)
- 陰陽師 (遊戲)（孔雀明王）
- Fate/Samurai Remnant（无主Rider）

2024年
- 鳴潮（長離）
- 怪物彈珠（奈特梅雅）

2025年
- Fate/EXTRA Record（Caster）
- 崩壞：星穹鐵道（遐蝶）

## CD

### 音樂CD・角色歌曲
獨唱
- 植木的法則角色歌曲典故「あの日から」
- 我的狐仙女友DVD第5卷初回限定版特典CDはれこん-4- 朝比奈紅音「一期一会。」
- 鋼鐵新娘OP/ED主題曲「ケメコデラックス!」「プリップリン体操」
- 極上生徒会專輯極上音樂集 和泉香印象歌曲「Precious Moment」
- 月詠 主題歌 Neko Mimi Mode <c/w：Tsuku Yomi Mode>（Chiwa Saito played Hazuki）
- 化物語2話OP主題曲 戰場原黑儀「staple stable」
- 偽物語OP 戰場原黑儀「二言目」
- 嬉皮笑園
  - 聲樂專輯〜学園天国 宮本蕾貝卡「ぱにぽにX!」「遙遠的夢」
  - 原聲音樂〜学園祭 宮本蕾貝卡「雪月花」
  - ぱにぽにだっしゅ！ボーカルベストアルバム 歌のザ・ベストテン
- 超元氣3姊妹角色歌曲 杉崎未來「わたしはセ・レ・ブ!」
- 吉永家的石像怪
  - 吉永家的石像怪- 御色町音樂祭 -
  - 吉永家的石像怪 角色歌曲「答案是天空下｣
- 十字架 + 吸血姬 角色歌曲2 朱染心愛「ポジティブ☆ロケンロー」「白い炎」
- 境界線上的地平線 藍光DVD第1卷特典CD 葵・喜美「星祭り」
- 境界線上的地平線 ORIGINAL SOUND TRACK  葵・喜美「通行道歌（舞蹈版）」
- 境界線上的地平線 演目披露 第二彈 葵・喜美「花咲舞」
- 境界線上的地平線 演目披露 第二彈 葵・喜美「Keep」

合唱
- 極上生徒会ED主題曲極上生徒会遊撃部+車輛部
- VOICE CREW COLLECTION 001「coopee」（齋藤千和、桑谷夏子）
- 強襲魔女5話ED主題曲 魯基尼&夏洛特（齋藤千和、小清水亞美）
- 強襲魔女2 5話ED主題曲「Over Sky」 芳佳&魯基尼&夏洛特（福圓美里、齋藤千和、小清水亞美）
- 魔法老師「1000%SPARKING!」（佐藤利奈、澤城美雪、齋藤千和）
- 花圈圈幼稚園はなまるなベストアルバム childhood memories 山本先生、真弓（葉月繪理乃、齋藤千和）
- 超元氣3姊妹角色歌曲 杉崎未來 杉崎みく&丸井三葉（齋藤千和、高垣彩陽）
- 吉永家的石像怪
  - OP主題曲双葉・梨梨・美森（齋藤千和、水樹奈奈、稻村優奈）
  - ED主題曲（1話 - 12話） 双葉・梨梨・美森（齋藤千和、水樹奈奈、稻村優奈）

### 廣播劇CD
- 一起一起這裡那裡（御庭摘希）
- ARIA系列（藍華·S·葛蘭基斯塔）
  - ARIA The ANIMATION Drama CD 1 - 3
  - ARIA The NATURAL Drama CD 1 - 2
  - ARIA The ORIGINATION Drama CD 1 - 3
- 伊蘇系列（瑪麗亞）
- 天魔黑兔系列（安藤美雷）
  - 天魔黑兔〜900秒的放課後〜
  - 天魔黑兔〜〜
- 聲音×魔法（委員長）
- 鬼切様的箱入娘（千沙耶）
- 我女友與青梅竹馬的慘烈修羅場（夏川真涼）
- 學園愛麗絲1 - 2（正田菫）
- 家族遊戲（遊佐葵）
- 我的狐仙女友（朝比奈紅音）
- 機動戰士鋼彈00CD另一個特別故事MISSION-2306（露意絲・哈利維）
- 少年同盟（佐藤茉咲）
- Q弟偵探因幡（佐佐木優太）
  - 廣播劇CD 因幡探偵事務所 第1 - 2卷
  - 廣播劇CD 因幡探偵事務所 〜〜
- 紅心王子（奇奇）
- 黒執事（伊麗莎白・米德爾福德）
- 閃靈二人組（仙洞利納）
- 鋼鐵新娘豪華CD（可美克）
- Keroro軍曹系列（日向夏美） 
  - Keroro軍曹 地球（ペコポン）侵略CD
  - Keroro軍曹 宇宙でもっともギリギリなCD 第3・5卷
- GOSICK（維多利加·德·布洛瓦）
- 仕立屋工房 Artelier Collection（ウーフ）
- 私立!三十三間堂学院（西村千秋）
- 光明之風1 - 2（鳳鳴）
- 上海妖魔鬼怪（ヤン）
- 惡黨美眉（八雲イヅル）
- 草莓狂熱（月館千代）
- 封魔未婚妻（栖羽鈴）
- 聖鬥士星矢 Episode G（リトス・クリサリス）
- SAINT BEAST OTHERS（瑪琳）
- 世界樹之迷宮（シリカ）
- 瀨戶的花嫁（卷）
- 07-GHOST系列（黑百合） 
  - 07-GHOST 送往神的情書
  - 07-GHOST〜第7區〜
  - 07-GHOST〜邁克爾〜
  - 動畫 07-GHOST 廣播劇CD 第1 - 2卷
- 水手服与重战车（Y・陽子・パイパー）
- 戰國strays（草薙かさね）
- 噬魂者廣播劇CD （キム・ディール）
- 魂之搖籃 侵蝕世界者（達尼特）
- 穷鼠梦见奶酪前編・後編（岡村塔馬基）
- 塔羅之門（レディ）
- 魂☆姬（一之宮燈女）
- 吸血鬼同盟系列（三枝由紀） 
  - SOUND COFFIN ※「コミックフラッパー」2009年5月号付錄
  - 廣播劇CD ダンス ウィズ ザ ヴァンパイアメイド CDすぺしゃる
- 屬性同好會（烏山千歳）
- （東岡胡桃）
- 東京★純愛奇緣（百瀬柚）
- NEEDLESS（夏娃·諾伊休凡·舒坦因）
- 眾神中的貓神系列（芳乃） 
  - 眾神中的貓神 神饌音盤 卷之一
  - 眾神中的貓神 神饌音盤 卷之二
  - 眾神中的貓神 神饌音盤 卷之三
- 化物語原作戲劇CD「佰物語」（戰場原黑儀）
- 嬉皮笑園系列（宮本蕾貝卡）
  - 嬉皮笑園Vol. 1 - 3
  - 廣播劇CDぱにぽにセカンドシーズンVol. 1 - 3
  - 廣播劇CD嬉皮笑園〜正調C組日誌〜
  - 廣播劇CD嬉皮笑園15卷特装版
  - 廣播劇CD嬉皮笑園だっしゅ!Vol.1 - 2
  - 嬉皮笑園だっしゅ!廣播劇CD宮本研究室のよろず相談
- 狂熱節拍IIDXspin-off drama ROOTS26S[suite] Vol.1（夏天）
- 向陽素描DVD第4巻完全限定生産版特典CD（ショコラ）
- 貧窮姊妹物語（越後屋銀子）
- ふおんコネクト!（境ふおん）
- 破刃之劍番外編廣播劇CD（西宮·艾兒絲黛爾）
- 蒼翼默示錄系列（タオカカ） 
  - BLAZBLUE 廣播劇CD「ぶるどら りべるわん」
  - BLAZBLUE 廣播劇CD「ぶるどら りべるつぅ」
- 美少女夢工場（大橋智恵）
- Berry Berry（雪乃原紗紗姬）
  - 花與夢 4號付錄 Special廣播劇CD 「Berry Berry」
  - HCD Berry Berry
- 我和她的×××（上原美羽）
- 魔法少女奈葉 Sound Stage01 - 04（昴·中島、柯瓦特罗、诺威） 
  - StrikerS Sound Stage X（昴·中島、柯瓦特罗、诺威・中岛）
  - 魔法少女奈葉Reflection 廣播劇CD（诺威・中岛）
- 魔法先生（安亞）
- まろまゆ（先生）
- 巨乳戰隊X廣播劇CD 01・02（臍矢円弧）
- 水滴危機-This is MIZUTAMASHIRO!!-（跡見忍）
- 超元氣3姊妹DRAMA CD 傳說的開始 （杉崎未來）
- 水之旋律2 緋之記憶〜殘照〜（坂庭佑里）
- 學園革命傳MITSURUGI＋α廣播劇CD（魂☆姫/一之宮燈女）
- 無敵看板娘（権藤越子）
- 妄想科學美少女イッツ・ショウタイム（秋茂菖蒲）
- 可愛動物日記（船越水葉）
- 吉永家的石像怪（吉永双葉）
- 幸運☆星（成實唯）
- リバース/エンド（ヒジリ）
- ROOM NO.1301（鍵原燕）
- 哇！（梅宮）
- 野性之聲（犬）

### 其他
- エムサスタイル

## 單機遊戲
- 白王子與黑騎士 (女主角)
- 雀魂麻將 (二階堂美樹)